# 마거릿 트래볼타
마거릿 트래볼타(영어: Margaret Travolta, 생년 미상)는 미국의 영화 배우이다.

## 생애
뉴저지주 잉글우드에서 샐버토어 트래볼타와 헬렌 세실리아 트래볼타 부부의 딸로 태어났다. 마거릿 트래볼타에게는 엘런 트래볼타, 조이 트래볼타, 존 트래볼타 남매가 있다. 샐버토어 트래볼타는 세미 프로 축구 선수로 활동한 다음에 타이어 판매원으로 근무했다. 헬렌 트래볼타는 라디오 보컬 그룹인 선샤인 시스터스(The Sunshine Sisters)에서 배우, 가수로 활동했고 나중에 드라마 코치, 배우, 학생 프로덕션의 감독으로 활동했다.
뉴욕에 위치한 미국 드라마 예술 아카데미 재학 시절에는 어린이 극장에서 공연을 펼쳤고 카바레에서 가수로 활동하기도 했다. 1993년에 제작된 텔레비전 영화 《어둠의 회사》를 통해 데뷔했다.

## 출연 작품
- 체인 리액션 - 아니타 페르미 역
- 사랑도 리콜이 되나요
- 럭키 넘버
- 스워드피쉬
- 캐치 미 이프 유 캔
- 펌프킨